# Microleptes
Microleptes ist eine Gattung von Schlupfwespen, die eine eigene Unterfamilie, die Microleptinae, bildet. Sie enthält nur 14 Arten und ist in der Holarktis und Orientalis verbreitet. In Deutschland sind drei Arten nachgewiesen und in Österreich zwei Arten.

## Morphologie
Microleptes sind kleine Schlupfwespen, in der Regel mit 4 bis 6 mm Körperlänge. Ausnahmen: M. grandis 7,5 ca. mm, M. minor ca. 3,3 mm. Microleptes haben einen dunklen Körper, helle Beine und oft helle Fühler. Die Antennenbasen sind deutlich verdickt, die Fühler sind nicht sehr lang. Das Gesicht ist abgeflacht, der Kopf hat ventral kantige Ecken. Die Mandibeln sind kräftig, haben zwei Zähne, von denen der obere der längere ist. Der Ovipositor ist sehr kurz, meist im dreieckigen Hypopygium verborgen.

## Lebensweise
Über die Biologie von Microleptes ist nicht viel bekannt. Sie sind wie alle Schlupfwespen  Parasitoide. So weit man weiß entwickeln sie sich in Larven von Waffenfliegen.  Es ist nicht klar, ob sie sich ekto- oder endoparasitisch entwickeln.

## Systematik
Die systematische Stellung der Microleptinae ist nicht klar. Sie scheint sehr nahe der Basis der Ichneumoniformes (Adelognathinae, Agriotypinae, Alomyinae, Ateleutinae, Cryptinae, Ichneumoninae und Phygadeuontinae) zu stehen. Vielleicht sind sie auch mit den Phygadeuoninae näher verwandt.

### Hyperacnus
Die Gattung Hyperacnus (= Cushmania) mit nur fünf Arten wurde zeitweise auch zu den Microleptinae gestellt. Sie ist jedoch nach heutiger Meinung nahe mit der Gattung Cylloceria der Cylloceriinae verwandt. Eine Art dieser Gattung, Hyperacnus crassicornis ist auch in Deutschland und Österreich nachgewiesen.

### Arten
Folgende Arten von Microleptes wurden bisher beschrieben (Arten, die in Deutschland bzw. Österreich nachgewiesen sind mit D, bzw. A markiert):
- M. aquisgranensis Förster, 1871; D, A, Paläarktis
- M. belokobylskii Humala, 2003; Russland
- M. grandis Humala, 2003; Russland
- M. malaisei Kasparyan, 1998; Myanmar
- M. minor Humala, 2003; Russland
- M. obenbergeri Gregor, 1938; A, Tschechoslowakei
- M. orientalis Humala, 2003; Russland
- M. rallus Dasch, 1992; Nearktis
- M. rectangulus Thomson, 1888; D, Paläarktis
- M. salisburgensis Schwarz, 1991; A, Russland, Mongolei
- M. spasskii Humala, 2003; Russland
- M. splendidulus Gravenhorst, 1829; D, Holarktis
- M. tibialis Humala, 2003; Russland
- M. xinbinensis Sheng & Sun, 2014; China (Liaoning)[7]